# グッとラック!
『グッとラック!』は、TBS系列（JNN）で2019年9月30日から2021年3月26日まで平日8:00 - 9:55（JST）に生放送されていた帯番組・情報ワイドショー番組である。これが令和初の平日午前のワイドショー番組となった。

## 概要
視聴率低迷により2019年9月27日で終了した『ビビット』の後継番組。
メインMCは落語家の立川志らくと、2019年9月まで『Nスタ』や『アッコにおまかせ!』などに出演していた国山ハセン（TBSアナウンサー）が担当し、2019年にTBSテレビに入社した新人アナウンサーの若林有子がアシスタントとして脇を固める。
志らくが当番組のMCに起用されたのは、コメンテーターを務める『ひるおび!』「午前」（10:25 - 11:55、実際には11:30まで出演）での発言が注目されたことによる。志らくは、当番組の開始後も、『ひるおび!』の「午前」への出演を継続。このため、当番組と合わせて3時間半（金曜日は2020年9月まで3時間）にわたって登場している。
芸能人・コメンテーターに関しては基本的に呼び捨てで放送している。過去の『モーニングEye』『はなまるマーケット』などと大きく異なっている。またTBSスパークル（旧称・TBSビジョン・TBS-V、TBS映画社）が曜日担当で『いっぷく!』以降、制作に関わっている。
TBSテレビでは当番組の開始を機に、月曜 - 木曜9:55 - 10:25に関東ローカルで放送していた『おびゴハン!』を終了させたため、金曜以外の曜日では当番組を10:25まで放送したことで、制作局のTBSテレビでは4:00 - 19:00までの15時間がすべて生放送番組となる。ただし、月曜 - 木曜第2部（9:55 - 10:25）は関東ローカルとなっている。なお、ビデオリサーチの調査等では9:55までの旧『ビビット』枠を第1部、それ以降の旧『おびゴハン!』枠を第2部としている。なお、月曜日 - 木曜日の第1部ならびに金曜日の全編はDスタジオ、月曜 - 木曜第2部のみFスタジオを使用。また、月曜 - 木曜コメンテーターは、第2部に出演しなかった。ただし、第1週（2019年9月30日から4日間）の第2部では、Dスタジオに待機している『ひるおび!』の出演者を交えてのクロストークをエンディングで放送していた。
2020年に入ってからは、3月最終週・4月第1週（3月30日 - 4月3日）と7月第1週・第2週（7月1日 - 7月10日）を「スペシャルウィーク」に設定。期間中は、田村淳や橋下徹などの「スペシャルゲスト」を日替わりで迎えていた。なお、2020年4月1日の放送では番組冒頭、かつて土曜夜に放送されていたバラエティ番組『8時だョ!全員集合』のオープニングを流した。10月改編（9月28日放送分）から、平日を通じて出演する「メインコメンテーター」に田村、曜日別の新コメンテーターに橋下（月曜）、福田麻貴（3時のヒロイン）（火曜）、フワちゃん（金曜）を起用。これを機に、月曜日には「社会問題と向き合う月曜日」と銘打って政治・社会問題、金曜日には「エンタメの金曜日」として芸能・エンタテイメント関連の話題を中心に扱うなど、曜日ごとの個性の違いを前面に打ち出している。また、TBSテレビが関東地区で同日から『Let's!美バディ』（月曜 - 木曜9:55 - 10:25に放送される健康情報番組）を開始するため、当番組の放送時間が平日を通じて8:00 - 9:55に統一。この改編に伴って、月曜 - 木曜第2部制を廃止するほか、当該曜日に9:55で飛び降り（放送を終了し）ていたネット局も全曜日フルネットに切り替えた。

### 番組終了
上記のリニューアル以降も、視聴率が好転しなかったことに加えてリニューアル前からのレギュラー出演者の降板をめぐって騒動となり（後述）、TBSテレビでは2021年3月で当番組を終了することを、2020年内に決定した。TBSテレビはこうした報道が出た後もこのことを公にして来なかったが、2021年1月29日放送のエンディングコーナー「志らく一段らく」において志らく自らが3月いっぱいで番組が終了することを明らかにし、TBSテレビの広報担当者もそれを認めた。3月26日の放送が最終回となった。
2021年4月改編（3月29日）からは、平日8時 - 9時台の全国ネット向け生放送番組の制作を当番組まで主導していた情報制作局（旧TBSライブ）に代わってコンテンツ制作局（旧TBSエンタテインメント）のバラエティ班（主に『ジョブチューン アノ職業のヒミツぶっちゃけます!』の制作陣）が担当する。川島明（麒麟）と若林の先輩アナウンサー・田村真子をMCに迎えて『ラヴィット!』と題した情報バラエティ番組を放送している。これに伴い、TBS系列の平日朝8時・9時台は、厳密にはワイドショー枠廃枠・バラエティ番組枠新設の扱いとされる（ただし「JNN NEWS」（午前）のスポットニュースは維持されている）。『ラヴィット!』では、『ビビット』以来のワイドショー路線から一転して、以前の当該時間帯の生活情報番組（『はなまるマーケット』・『いっぷく!』）や『王様のブランチ』（TBSと一部の系列局で土曜日に生放送）のようにグルメ・エンタテイメント・ファッションなどを中心に扱っている。チーフプロデューサーを務める小林弘典も、「（緊急の場合や異常気象が見込まれる場合を除いて本編では）ニュースを一切扱わず、ワイドショーのような番組にもしない」という姿勢を表明している。
なお、当番組からはギャル曽根（木曜コーナーレギュラー、VTR出演）のみが継続して『ラヴィット!』に出演する一方、橋下（月曜）・3時のヒロイン（火曜）は『ラヴィット!』と3月29日に開始する裏番組の『めざまし8』（フジテレビ）へ移籍する。また上地雄輔（金曜）は、志らくもコメンテーターを務めている『ひるおび!』の金曜日「午後」のコメンテーターに異動し、復帰となった。その他の番組終了時点での出演者のうち、若林アナは2021年4月期から『はやドキ!』（月曜日・水曜日のみ出演、9月に終了）や『JNNニュース（日曜昼版）』・『Nスタ（日曜版）』へ異動となった。国山アナは当番組終了後しばらくテレビでのレギュラー番組が無かった が、8月30日から平日深夜の報道・情報番組『news23』にサブキャスターとして出演するようになった。2020年9月のリニューアルで降板したコメンテーターについても、安部敏樹が裏番組の『羽鳥慎一モーニングショー』（テレビ朝日）に、山田ルイ53世が『情報ライブ ミヤネ屋』（読売テレビ）にそれぞれ移籍している（両名とも当番組は月曜日出演だった）。
最終回の「志らく一段らく」で志らくは『ラヴィット!』について触れ、「視聴者の皆さんは是非ご覧になってください。私は見ませんけど…」と語ってスタジオの笑いを誘い、「見れるわけない心穏やかに！2・3年後には心穏やかに見るかもしれませんが、『ラヴィット!』は短命に終わったら承知しないからね。何のために『グッとラック!』終わらせたのか分からないから」と語った。その後、志らくは2023年2月20日放送分の『ラヴィット!』に初出演を果している。

### 視聴率
月曜 - 木曜第1部ならびに金曜日（番組全体）については開始当初は1％ - 2%台で推移（ビデオリサーチ調べ、関東地区・世帯・リアルタイム。
2020年4月16日放送分で4.1%を記録、以後4%台を記録することもあった。

## 出演者

### 出演者（2020年12月14日 - 最終回）
| 月曜日 『社会問題に向き合う月曜日』           | 火曜日                                                                  | 水曜日                                            | 木曜日                                            | 金曜日 『エンタメの金曜日』                   |
| メインキャスター（メインMC・グッとラック!MC） | メインキャスター（メインMC・グッとラック!MC）                           | メインキャスター（メインMC・グッとラック!MC）     | メインキャスター（メインMC・グッとラック!MC）     | メインキャスター（メインMC・グッとラック!MC） |
| --------------------------------------------- | ----------------------------------------------------------------------- | ------------------------------------------------- | ------------------------------------------------- | --------------------------------------------- |
| 立川志らく 国山ハセン（TBSアナウンサー）      |                                                                         |                                                   |                                                   |                                               |
| メインコメンテーター                          |                                                                         |                                                   |                                                   |                                               |
| 田村淳（ロンドンブーツ1号2号）                |                                                                         |                                                   |                                                   |                                               |
| サブキャスター（アシスタント）                |                                                                         |                                                   |                                                   |                                               |
| 若林有子（TBSアナウンサー）                   |                                                                         |                                                   |                                                   |                                               |
| コメンテーター（曜日レギュラー）              |                                                                         |                                                   |                                                   |                                               |
| 橋下徹 神田愛花                               | 3時のヒロイン （福田麻貴・ゆめっち・かなで） 望月優大 週替わりゲスト1名 | 井上裕介 （NON STYLE） 西村博之 星野真里 高橋知典 | 井上裕介 （NON STYLE） 伊沢拓司 木嶋真優 高橋知典 | アンミカ 上地雄輔 フワちゃん                  |
| コーナーレギュラー                            |                                                                         |                                                   |                                                   |                                               |
|                                               |                                                                         |                                                   | ギャル曽根                                        |                                               |
| 一日一問!グッと身につく教養クイズ             |                                                                         |                                                   |                                                   |                                               |
| 伊沢拓司                                      |                                                                         |                                                   |                                                   |                                               |
| 現地リポート                                  |                                                                         |                                                   |                                                   |                                               |
| 上路雪江、岩永優樹                            |                                                                         |                                                   |                                                   |                                               |
| 天気予報                                      |                                                                         |                                                   |                                                   |                                               |
| 根本美緒（気象予報士）、はれらいおん          |                                                                         |                                                   |                                                   |                                               |

### 備考
- 上路、岩永は、前番組の『ビビット!』でもリポーターを務めていた。
- 根本は、前々番組の『いっぷく!』でも天気予報を担当していた。
- 水曜コメンテーターの西村は、パリの自宅からリモートでの出演。
- 水曜コメンテーターの星野は、高野貴裕（番組開始から2020年9月24日放送分まで「芸能デスク」として出演していたTBSアナウンサー）の妻でもある。
- 2020年8月4日、8月5日の放送は、志らくがPCR検査を受けた[注釈 29]ことに伴い欠席[19]。8月6日、8月7日放送は、リモート出演[20]。

### 過去の出演者

#### 過去のコメンテーター
- 松崎一葉（月曜）
- 堤達生（火曜）
- 岩清水梓（火曜）
- 疋田万理（水曜）
- 田代冬彦（金曜）
- 玉置妙憂（火曜）
- 森まどか（木曜）
- 森井じゅん（月曜）[注釈 30]
- 安部敏樹（月曜）[注釈 31][注釈 32]
- 山田ルイ53世（髭男爵）（月曜）[注釈 21][注釈 32]
- 鴻上尚史（火曜）[注釈 32]
- 中島健太（木曜）[注釈 33][注釈 32]
- 山岸久朗（木曜）[注釈 34][注釈 32]
- 厚切りジェイソン（木曜）[注釈 35][注釈 32]
- 山崎大祐（金曜）[注釈 32]
- 正能茉優（金曜）[注釈 32]
- 小林麻耶（木曜）

#### 過去のコーナーレギュラー
- せやろがいおじさん（金曜日「せやろがいおじさんの今週はどうしてもコレが言いたい!」番組開始 - 2020年9月25日）[注釈 36]
- 高野貴裕（TBSアナウンサー、第2部「グッと芸能界!」番組開始 - 2020年9月24日）
- 山崎ケイ（相席スタート、木曜日「ファッション迷子にならない為のアラフォー!グッとコーデ!」2020年10月1日 - 2020年11月5日）

## コーナー

### 現在（2020年12月14日時点）
- きょうの関心事：公式サイト上の表記で、最新のニュースから2項目 - 3項目を、スタジオ解説や生中継・VTRリポートを交えながら紹介。出演者同士での議論に発展することもある。
- 生コマーシャル：8:30ごろ - 8:50ごろの間に放送。当番組では2019年10月7日からスタート（初週の9月29日から10月4日は休止）。提供スポンサーのライオンのCMを役者が担当する。これは『モーニングジャンボ奥さま8時半です』時代から続いている。しかし、2020年10月現在は生コマーシャルと銘打ちながらも事前収録した完パケ素材を放送している。
- 日替わりコーナー：9:00ごろ - 9:35ごろに放送。
  - 月曜日：橋下VS（バーサス）
    - 橋下が持論を展開する社会問題や政策を毎週1つ取り上げ、橋下とは反対の意見を持つ識者をゲストに迎え、お互いの意見を述べながら生討論をするコーナー。

  - 火曜日：9時すぎのヒロイン!衝撃ニュースラック!
    - 世界各地から届いた「ちょっと笑える」衝撃ニュース映像を3時のヒロインが紹介するコーナー。コーナー開始当初（2020年10月）は「9時すぎのヒロイン!おもしろニュースラック」として放送していたが、11月から現タイトルに変更。

  - 水曜日：使ってみたらグッときた！私のイチオシ商品
    - 水曜コメンテーターの星野が街行く人に話を聞き、その人が使ってみて良かったキッチングッズや掃除グッズなどの良い点を調査し紹介するコーナー。元は10月改編前に放送されていたコーナーで、新型コロナウイルス感染症の流行以降、きょうの関心事等の放送時間が拡大したことにより末期の時点では放送されず、改編を機に一時終了。その後、12月14日からの一部リニューアルを機に、12月16日から復活。

  - 木曜日：今日のお昼にやってみて!ギャル曽根 アレンジランチ!
    - ギャル曽根が昼食に使う食材などにアレンジを加えたレシピを紹介するコーナー。献立に悩む依頼者の冷蔵庫(の中身を再現したもの)の具材や調味料を用いて、レシピを提案する。以前は、毎回、スタッフからお題となる食材が指令され、それを元にギャル曽根がレシピを数品考案し、伝授するというものであった。2020年9月30日から12月9日は水曜日に放送されていたが、12月14日からの一部リニューアルにより、12月17日からは木曜日に放送。

  - 金曜日：グッと芸能界!（金曜時代）
    - 1週間の芸能ニュースをまとめて伝える。放送形式は第2部放送時代とは大きく異なる。1週間に報じられた芸能情報の中で視聴者の関心度が高かった話題をランキング形式で紹介する｢グッとエンタメ気になるランキング！｣と毎回、注目の人物やグループにインタビューを行う｢今週のスポットライト｣で構成される。TBSで放送される連続ドラマや週末に公開される映画のキャストが生出演する際は、映画プレゼンターの赤ペン瀧川がそのドラマや映画の見所を3分間でプレゼンするのが恒例となっている（火曜ドラマが放送される火曜日も同様）。ドラマ出演者に限らず、スタジオにゲストが生出演する場合は前述の内容に加え、金曜コメンテーターのフワちゃんが、ゲストに対する第一印象を語る「フワッツ!？インプレッション！」も放送されている。特別企画として週末に放送された、「キングオブコント」、「M-1グランプリ」などの優勝者が、週明けの月曜日にスタジオ緊急生出演し、漫才を生披露することもある。
- グッと天気!：9:35ごろ - 9:40ごろに放送。
  - 根本がメインで担当する天気予報で、視聴者が公式サイトを通じて投稿した「天気にまつわる1枚の写真」も紹介する。2020年9月28日放送分からは、マスコットキャラクターのはれらいおんが登場し、根本と共に天気情報を伝える。また、一日の体調を整える上でのワンポイントアドバイスも紹介する。2020年3月までは9:35ごろ - 9:40ごろに、2020年4月から9月までは月曜日から木曜日は9:55ごろ - 10:00ごろ、金曜日は9:35ごろ - 9:40ごろに放送していた。
- 最新ニュースラック!：9:40ごろ - 9:45ごろに放送。JNN協定発動。
  - 若林（休演日にはアシスタントMC代理のアナウンサー）が最新のニュースをストレートニュース形式で数項目伝える。このコーナーでもテロップは当番組本編で使用しているものと同じものを使用してはいるが、JNN系列の地方局からのニュースの場合は、発信元の系列局で付けられた定時の『JNNニュース』や『はやドキ!』『ひるおび!・午後』『ゴゴスマ -GO GO!Smile!-』（CBCテレビ制作）『新・情報7DAYS ニュースキャスター』のニュースコーナーで使用しているものと同じデザインのテロップを使用している。
- 一日一問!グッと身につく教養クイズ：9:45ごろ - 9:53ごろに放送。
  - 木曜コメンテーターの伊沢が出題者となり、小学校・中学校で学習した内容の中からためになる問題を毎日出題。視聴者はテレビ画面に表示されたQRコードを読み取り、番組の公式LINEアカウントを友だち追加するとトーク欄にあるクイズの項目から回答することができる。得点は正解で5ポイント、不正解で3ポイントとなる(翌週にはリセットされる)。計15ポイント獲得すると、トーク欄に当該の週に提供されるプレゼントへの応募フォーム（応募のキーワードとリンク）が表示され、そこから応募することができる。クイズ後は視聴者が写真に残したくなるようなクイズに関連した教養を紹介する。
- 月曜日・木曜日：エンディングトーク：9:53ごろ - 9:55ごろに放送。
  - トークが一段落したところでスタッフロールが流れて放送を終了。放送日によっては、志らくが当日出題の「教養クイズ」にちなんだ豆知識を、「志らく一段らくミニ」（後述する「志らく一段らく」からの派生企画）として披露することもある[21][22]。

月曜日については、2021年2月以降は5分ほど時間を取りその日の番組で取り上げなかった社会問題・政治に関するニュースを短く紹介し、橋下などにコメントを求める場合がある。木曜日については、伊沢がその日の教養クイズにまつわる追加教養を生で紹介する。
- 火曜日・水曜日・金曜日：志らく一段らく：9:53ごろ - 9:55ごろに放送。
  - 志らくがスタジオ中央に立ったまま、火曜日・水曜日はニュース総括、金曜日はエンタテイメント（主に「いま聴きたい名曲」と題し昭和のヒット曲を紹介することが多い）に関する話題を一人語りで紹介するコーナー[23]。およそ2分間にわたって語った後で、スタッフロールが流れて放送を終了する。
  - 番組開始から2020年10月改編までは、月曜日 - 金曜日に「志らく一段らく〜ニュース総まとめ」として毎日放送。エンタテイメント以外のジャンルの話題を主に取り上げていたほか、大半のネット局がこのコーナーで放送を終了していた（詳細後述）。

### 過去
2020年11月5日を最後に小林麻耶が突如番組を降板した為放送終了
- 木曜日：ファッション迷子にならない為のアラフォー!グッとコーデ!
  - 小林が進行。ファッションに悩みがちの40代の女性を変身させる視聴者参加型コーナー。2020年10月から2020年11月5日まで放送。

2020年秋改編で終了
- 曜日別コーナー：9:10ごろ - 9:35ごろに放送。末期は9時台に特集（関心事等）が組まれる関係で、月曜日から木曜日はほぼ放送されていなかった。
  - 月曜日：今週誰かに話したい! グッと新常識!
  - 火曜日：スペシャリストがオススメの5つを大発表! グッと5（ファイブ）!
  - 木曜日：驚きのアイデアが続々! 今週のグッと急上昇
  - 金曜日：せやろがいおじさんの今週はどうしてもコレが言いたい!
- 視聴者参加企画（公式サイトで取材希望者を募集していたロケ企画）：前番組の『ビビット!』とは異なるフォーマットで放送
  - 水曜日：『あなたの家の表彰状 見せて下さい!』
    - 視聴者の自宅や実家にある「表彰状」と、その表彰状にまつわる人生ドラマを紹介する。

  - 金曜日：『解決!あなたのお宅のデッドスペース!』
    - 「テレビの後ろ」や「家具と壁の間」など、有効に活用できていない自宅内のスペース（デッドスペース）を、DIYに長けたYouTuber、バンディ(番組中ではチャンネル名の「ばんのけ」名義)が有効に活用できる「グッドスペース」に変身させる企画。取材を希望する視聴者には、投稿フォームから応募する際の条件として、デッドスペースを撮影した画像（最大容量500メガバイト）のアップロードを求めていた。
- 志らく一段らく〜ニュース総まとめ：9:50ごろ - 9:52ごろに放送。
  - 『筑紫哲也NEWS23』の「多事争論」のようなコーナーで、その日の番組で取り上げた話題から一つピックアップして志らくが約2分語る。
  - 月曜日 - 木曜日は最後に志らくが「続いてはこちらをお楽しみください、今日もご覧いただきありがとうございました」という挨拶し、スタジオ出演陣とともに一礼。TBSテレビ・中国放送（月曜日のみフルネット）以外の局ではこのコーナーを持って飛び降りとなり、製作著作などの字幕が表示されない。金曜日はそのままエンディングに入り、この日だけスタッフロールが全国向けに流れる。なお、月曜日 - 木曜日の場合、TBSテレビではこのコーナーが終了した後「グッと芸能界!」コーナーの予告映像を関東ローカルで流していた。
  - 2020年2月17日（月）には、国山の冠コーナー「ハセン一段らく」として放送。前週の金曜日（2月14日）に、国山が4歳年下の会社員と結婚したことを自ら報告した[24]。
  - 2020年秋改編の番組リニューアルからは、火曜日・水曜日・金曜日のみの放送となりコーナータイトルを一部変更して放送。

TBSテレビ・中国放送（月曜日のみフルネット）では、月曜 - 木曜第2部に以下のコーナーを放送していた。
- グッと芸能界!（第2部時代）
  - 第2部放送時代は、高野がその日のエンタメニュースをまとめて伝え、志らくや出演者がフリートークしていく芸能情報コーナーで10:00ごろ - 10:10ごろと10:17ごろ - 10:25ごろに、Fスタジオに建てられた志らくの楽屋[注釈 37] を模したセットから放送していた。志らく・国山・若林がコメントをはさむ。このコーナーからネットを開始する局はないが、コーナーの冒頭にはテーマソングを改めて流すとともに、上記の4人が揃って挨拶した。また、番宣でゲストが登場する日があり、その際に『はなまるマーケット』時代にあった「おめざ」に近い形式でゲストが手土産を楽屋に持ってくるのが恒例になっていた。
- 納得!買い得!グッとラック!キニナルマーケット
  - 10:10ごろ - 10:17ごろに7分間放送されるテレビショッピングコーナーで、『おびゴハン!』内のコーナーだった「買い運!おびマルシェ」を事実上継承。村上知子（森三中）が単独でMC、板倉俊之（インパルス）が「ウガッティー」（村上のパートナーとして登場するオリジナルキャラクター）の声優として出演するほか、本編のMC陣から国山と若林も参加する[25]。第2部廃止（2020年9月28日）以降は同時間帯の後継番組『Let's!美バディ』内の1コーナー扱いで継続。

## ネット局と放送時間
| 放送対象地域  | 放送局                    | 系列    | 放送期間                      | 放送時間         | ネット状況  |
| ------------- | ------------------------- | ------- | ----------------------------- | ---------------- | ----------- |
| 関東広域圏    | TBSテレビ（TBS）          | TBS系列 | 2019年9月30日 - 2021年3月26日 | 平日 8:00 - 9:55 | 【制作局】  |
| 北海道        | 北海道放送（HBC）         | TBS系列 | 2019年9月30日 - 2021年3月26日 | 平日 8:00 - 9:55 |             |
| 青森県        | 青森テレビ（ATV）         | TBS系列 | 2019年9月30日 - 2021年3月26日 | 平日 8:00 - 9:55 |             |
| 岩手県        | IBC岩手放送（IBC）        | TBS系列 | 2019年9月30日 - 2021年3月26日 | 平日 8:00 - 9:55 |             |
| 宮城県        | 東北放送（tbc）           | TBS系列 | 2019年9月30日 - 2021年3月26日 | 平日 8:00 - 9:55 |             |
| 山形県        | テレビユー山形（TUY）     | TBS系列 | 2019年9月30日 - 2021年3月26日 | 平日 8:00 - 9:55 |             |
| 福島県        | テレビユー福島（TUF）     | TBS系列 | 2019年9月30日 - 2021年3月26日 | 平日 8:00 - 9:55 |             |
| 山梨県        | テレビ山梨（UTY）         | TBS系列 | 2019年9月30日 - 2021年3月26日 | 平日 8:00 - 9:55 |             |
| 長野県        | 信越放送（SBC）           | TBS系列 | 2019年9月30日 - 2021年3月26日 | 平日 8:00 - 9:55 |             |
| 新潟県        | 新潟放送（BSN）           | TBS系列 | 2019年9月30日 - 2021年3月26日 | 平日 8:00 - 9:55 |             |
| 静岡県        | 静岡放送（SBS）           | TBS系列 | 2019年9月30日 - 2021年3月26日 | 平日 8:00 - 9:55 |             |
| 富山県        | チューリップテレビ（TUT） | TBS系列 | 2019年9月30日 - 2021年3月26日 | 平日 8:00 - 9:55 |             |
| 石川県        | 北陸放送（MRO）           | TBS系列 | 2019年9月30日 - 2021年3月26日 | 平日 8:00 - 9:55 |             |
| 中京広域圏    | CBCテレビ（CBC）          | TBS系列 | 2019年9月30日 - 2021年3月26日 | 平日 8:00 - 9:55 |             |
| 近畿広域圏    | 毎日放送（MBS）           | TBS系列 | 2019年9月30日 - 2021年3月26日 | 平日 8:00 - 9:55 |             |
| 鳥取県 島根県 | 山陰放送（BSS）           | TBS系列 | 2019年9月30日 - 2021年3月26日 | 平日 8:00 - 9:55 |             |
| 岡山県 香川県 | RSK山陽放送（RSK）        | TBS系列 | 2019年9月30日 - 2021年3月26日 | 平日 8:00 - 9:55 |             |
| 広島県        | 中国放送（RCC）           | TBS系列 | 2019年9月30日 - 2021年3月26日 | 平日 8:00 - 9:55 | [ 注釈 38 ] |
| 山口県        | テレビ山口（tys）         | TBS系列 | 2019年9月30日 - 2021年3月26日 | 平日 8:00 - 9:55 |             |
| 愛媛県        | あいテレビ（itv）         | TBS系列 | 2019年9月30日 - 2021年3月26日 | 平日 8:00 - 9:55 |             |
| 高知県        | テレビ高知（KUTV）        | TBS系列 | 2019年9月30日 - 2021年3月26日 | 平日 8:00 - 9:55 |             |
| 福岡県        | RKB毎日放送（RKB）        | TBS系列 | 2019年9月30日 - 2021年3月26日 | 平日 8:00 - 9:55 |             |
| 長崎県        | 長崎放送（NBC）           | TBS系列 | 2019年9月30日 - 2021年3月26日 | 平日 8:00 - 9:55 | [ 注釈 39 ] |
| 熊本県        | 熊本放送（RKK）           | TBS系列 | 2019年9月30日 - 2021年3月26日 | 平日 8:00 - 9:55 |             |
| 大分県        | 大分放送（OBS）           | TBS系列 | 2019年9月30日 - 2021年3月26日 | 平日 8:00 - 9:55 |             |
| 宮崎県        | 宮崎放送（MRT）           | TBS系列 | 2019年9月30日 - 2021年3月26日 | 平日 8:00 - 9:55 |             |
| 鹿児島県      | 南日本放送（MBC）         | TBS系列 | 2019年9月30日 - 2021年3月26日 | 平日 8:00 - 9:55 |             |
| 沖縄県        | 琉球放送（RBC）           | TBS系列 | 2019年9月30日 - 2021年3月26日 | 平日 8:00 - 9:55 |             |

### 番組休止・時間変更など
- 2019年12月27日：「年末SP」として、金曜日ではあるが臨時に月曜日 - 木曜日と同様の2部制を取り、TBSテレビ・青森テレビ・テレビユー福島・中国放送・RKB毎日放送の5局は10:25まで拡大版を放送（その他のネット局は9:55で飛び降り）。
- 2019年12月30日 - 2020年1月3日：年末年始特別編成のため、全編休止。
- 2020年9月21日：9:55 - 10:50に『博多華丸・大吉のピンチで生き残る"知恵セブン"2』（RKB毎日放送制作）を放送のため、第2部を休止（第1部は通常通り、『キニナルマーケット』は10:50 - 11:00に単独番組扱いで放送）。
- 2020年12月28日 - 2021年1月1日：年末年始特別編成のため、全編休止。
- 当番組放送期間中は、唯一「マスターズゴルフ」による時間短縮等は一度も行われなかった[26][注釈 40]。

## スタッフ
- 構成：
  - （平日）：中野俊成、武田郁之輔、鹿谷忠弘、水野圭祐（水野→2020年9月28日-）、江藤美明（江藤→2020年11月 - ）
  - （月曜）：石津聡、八木たかお
  - （火曜）：羽田正樹、キタノケエスケ
  - （水曜）：村城大輔、望月佐一郎（望月→以前は木曜日担当）
  - （木曜）：高倉俊祐、久保田将貴（久保田→2020年10月1日 - ）
  - （金曜）：布広太一、佐藤奈央（佐藤→以前は火曜日担当）
- ナレーター：江原正士、進藤尚美（月曜・火曜）、服部潤（月曜・木曜）、広中雅志（火曜・水曜）、松嶌杏実（火曜・木曜）、富岡佑介（火曜）、市川展丈、祖山桃子（水曜 - 金曜）、江森浩子（金曜）
- TM：山下直
- TD：饗庭慶子、斎（斉）藤美由紀、井上久徳、依田純、橋場照幸【日替り】
- TD/カメラ：梶谷美保、水崎雄太、大蔵聡、宮下政人【日替り】
- カメラ：山本竜也、廣岡達之、徳武正裕、柳田智明、高橋昂太郎、喜友名邦裕、渡邊紘也【日替り】
- VE：佐藤希美、森竜二、吉田崇、吉田悦記、木野内洋、對間敏文、岩佐博、宮本民雄、久保澤知史、吉田崇、柿崎祐人、三上茉梨、愛川楓丈、平子（金子）勝隆、三島拓哉、深澤愛梨【日替り】
- 音声：小岩英（秀）樹、藤井勝彦、藤井忍、伊藤璃子、斉藤宏司、清宮拓、宮田佳奈子、宇野仁美、和田良介、平川圭史、深田瑠美子、松浦絵理【日替り】
- 照明：公文大輔（介）、渋谷康治、矢作和彦、今井尚人、山本和宏、上村和重、遠藤和俊、佐々木秀仁、富井泰良、高木亘【日替り】
- 美術プロデューサー：岡嶋正浩
- 美術デザイナー：太田卓志、平本健太
- 美術制作：鈴木直美、水落沙羅
- 装置：佐藤恵美
- 操作：篠原丈裕、杉山涼太（杉山→不定期）
- メカシステム：庄子泰広
- 電飾：大平絵里子、田谷尚教
- 装飾：川原栄一
- アクリル装飾：渡邊卓也
- 植木装飾：藤田国康
- メイク：アーツ
- CG：大隈商店、赤坂グラフィックスアート
- イラスト：榎本よしたか、雑賀建郎
- 効果：山川史男（月曜）、阿部宰（火曜）、吉川裕也（水曜、以前は金曜日のみ）、高橋秀治（木曜）、小山竜一（金曜、以前は水曜日のみ）
- TK：三浦涼子（月曜・火曜・不定期/水曜・金曜）、窪田賢子（1曜日）、木村エリカ（木曜）、後藤リカ・立石聖美・桑島晴美（共に不定期）
- 協力：TBS SPARKLE、久世烈（日音）、東京オフラインセンター、OMNIBUS JAPAN他
- 編成：矢野大亮、三浦萌（三浦→2020年9月28日 - 、以前はディレクター）
- 宣伝企画：林遼二（林→以前は宣伝担当）、鈴木慎治、奥山由子（鈴木・奥山→共に2020年9月28日 - ）
- デスク：渋沢佳代子
- スタジオ：杉浦翔太、小林篤弥、枝廣実沙
- AP：吉田沙織、志賀裕子、宮永芽衣（宮永→以前は水曜日AD）
- AD：井村祥太、平野大志（共に平日）、土山義貴、増田眞太郎、鈴木駿（月曜 - 木曜）、近藤祐希、清水真紀子、関美由香（火曜・木曜）、佐久間結花（香）（火曜 - 木曜）、石川一正、小松裕哉（火曜・金曜）、渡邊美響、高草木青葉（月曜・不定期/水曜）、長妻凛、庵坂裕加、青山礼、鳥越幹稀、小山武義、中塚智也（月曜）、磯村蓮、垣沼麻衣、大和田祐人、青木沙代、金濱恒太（毎週火曜）、布施木美佳、遠洞和（火曜）、酒井将司、菅原実夏、杉浦大河、森本侑希、游育慈、井上美幸、西田詠一、祐源茂樹（水曜）、安部和貴、上ノ薗はるか、矢野敦士、松井佑樹、小野崎優太、山口宗一郎（木曜）、伏見祐希、阿部晃大、塩賀智紀、松本莉緒、稲田優、金山優希、河本彩希、石綿里菜、髙瀬瑞乃、田中あま奈、汪佳理、清水彩（金曜）
- 天気：渡辺充、北岡宏一、土屋菜都美、宮原雅（宮原→スタジオ回あり）
- ディレクター：神野基彦、岩永優樹、福岡蓮太、野田裕司、山口伸一郎
  - 【月曜】伊東徹、兼島誠、下林繁男、友清規介、中島知大、中村雄介、須田岳未、大丸剛司、牧田亜矢子、斉藤崇爾、中川景四、大里晃平、髙瀬美保、齋藤裕弘、金原永知
  - 【火曜】武井一裕、相楽充広、上寺深雪、小林健太郎、宮川剛史、松坂真希、島袋理子、小原岳大、中野龍一、廣羽総一郎、芝崎真寿美、柳拓希、西垣美咲、出井文明、守屋愛子
  - 【水曜】島田いづみ、武部賢次、黒木富之、小林秀行、矢野哲、板垣勇太郎、齋藤崇晃、斉藤友彦、萩原理紗、小林美奈子、星野真輝、今野遥香、常住智史、吉住理、辻村賢司、林洋介、持田謙二、菅野安奈
  - 【木曜】千木良万岐、畑村陽平、番場恵美子、山口佳織、渡部利一、阪本亮介、榎本愛、齋藤友哉、喜納葵、奥住洸介、浦野将、林里苗、前泊佑樹
  - 【金曜】三好俊明、下村修策、小野和朗、武本修、齋藤孝年、大村健介、小島淳一、槇雄介、樋口康平、高野綾香、尾川徹、澤野裕花、中村建貴、森俊平、市原和歌子、斎藤友彦、木村洋輔（木村→以前は火・毎週AD）、安藤愛、吉田稔
  - 【不定】秋葉裕二、白金茜（月曜・木曜）、山田純也（火曜・木曜）、松崎能也（水曜・金曜）、大本圭佑（月曜・不定期）、真壁瞬（火曜・不定期）、林田拓也（火曜・金曜）
- 演出/ディレクター：武藤之博、清水ヒロシ（武藤・清水→水曜日はディレクター兼務、月曜日 - 木曜日は演出）
- 演出：磯原幸道（月曜、以前は木曜日演出）、山﨑剛行・髙木翔太（共に火曜、山﨑→以前は木曜日ディレクター）、阿部耕平・氏家綾香（共に水曜、氏家→以前は月曜日ディレクター→木曜日演出）、新井康孝・國井三穂（共に木曜、新井→以前は金曜日演出、國井→以前は木曜日ディレクター→水曜日演出）、福島諒子（金曜、以前は月曜日・水曜日P→月曜日演出、水曜日Pの回あり）
- キャスティングP：神田祐子
- プロデューサー：古屋宏樹（月曜、以前は月曜日・木曜日P）、渡部宗一（火曜、以前は火曜日・木曜日P）、黄地久美子（平日）、井本隆幸（水曜・木曜、以前は月曜日 - 木曜日P）、福島伸浩（水曜・木曜・金曜、2020年10月1日 - 、以前は木曜日P、金曜日演出の回あり）、梶川里紗（金曜、以前は火曜日・金曜日P→火曜日演出、金曜日演出の回あり）
- 総合演出：太田淳一
- MP：山根孝之
- 番組P：大山達俊、朝倉靖晶（朝倉→以前は水曜日・金曜日P）
- チーフプロデューサー：正木敦
- 制作：TBSテレビ情報制作局情報二部
- 制作著作：TBS

### 過去のスタッフ
- 構成：平田喜之、小林のん、南恵子（南→不定期、以前は金曜兼務）（月曜）、市川真吾（水曜）、佐藤研（木曜）
- VE：生田史織
- 音声：吉田洸
- 効果：江端柚月（月曜）、後藤俊輔（火曜）
- 編成：石原隆史
- 宣伝企画：新川康朗
- AP：松本幸子（途中から）
- 演出：床波芳孝（平日、金曜日担当しない回あり）、武田竜太（火曜）
- プロデューサー：日山裕文（月曜 - 木曜）
- 番組P：高島美穂

## テーマ曲
- 木村カエラ「おはようSUN」（ELA/Victor Entertainment、2019年9月30日 - 2020年9月25日）[27]
- 倖田來未「I’m Lovin’」（rhythm zone、2020年9月28日 - 2021年3月26日）[28]

## トラブル

### 『鬼滅の刃』コスプレ報道
2020年3月25日に、当時はレギュラー出演する前でスペシャルウィークにゲストコメンテーターとして出演したロンドンブーツ1号2号の田村淳が、漫画『鬼滅の刃』のコスプレをした姿をSNSに投稿し、次の日の3月26日に「みんなで集まって遊べないので…鬼滅コスしてる方の写真を集めてリモートコスプレ大会しませんか?」と呼びかけ、4月4日まで、「#みんなで鬼滅コス」のハッシュタグに鬼滅の刃のコスプレ写真を送ると、「ロンブーチャンネル」にて写真や動画を繋ぎ合わせた映像を作成予定であることを語った。これによりTwitterでは多くの方が思い思いにコスプレ画像を貼っていき大いに賑わったのだが、本番組がいくつかのコスプレイヤーに取材を申し出てこれをわざわざ在住の京都に来てくれるならと受けた女性が、外出自粛されている中、番組側からの依頼で外で撮影を行うものの撮影スタッフは全員マスクの着用が無く、撮影を受けた女性のみがマスク着用の中撮影が行われた。また、女性はコスプレをしていることを職場や家族には秘密にしているため年齢を明かさないことを条件に取材を受けた。しかしこれらを取材した内容を報じた2020年4月1日の放送では取材を受けた女性の年齢を明かした上に、コロナウイルスにより外出自粛されている中で外でコスプレを楽しんでいる非常識な人のような批判的な報じ方で番組は放送された。なおこれについて淳本人も自身のTwitterアカウントにその女性への謝罪とこの件に対する私見を投稿している。

### 小林麻耶が突然の降板
2020年2月から木曜日のコメンテーターとしてレギュラーで出演していた小林麻耶（TBS出身のフリーアナウンサー）は、前述したように、10月から『ファッション迷子にならない為のアラフォー!グッとコーデ!』のリポーターも担当していた。しかし、11月5日放送分への出演を最後に事実上降板。当番組では、上記コーナーを同日放送分で終了させるとともに、公式サイトの「レギュラー出演者」欄から小林の氏名を削除した。さらに、翌週（11月12日）から12月10日までの木曜日には、隔週でフリーアナウンサーの中村仁美が出演しており、中村の出演週以外は女性コメンテーター（小林の後任）が週替わりで出演している。その後12月14日の週から、コメンテーターの一部曜日入れ替えを行うことになり、12月3日に伊沢の欠席に伴い代役出演していた井上裕介（NON STYLE）が水曜・木曜レギュラーとして加わることになった。あわせて、木曜日の週替わりコメンテーター枠についても火曜日に変更され、男性もゲスト出演するようになった。
小林自身は2020年11月12日に、自身のYouTube公式チャンネルからのライブ配信動画で上記の事態に言及。前日（11月11日）に当番組から「降板」、所属事務所の生島企画室から「マネジメント契約の解除」を言い渡されたことを明かした。この配信を受けて、生島企画室も12日付で、「正常なマネジメント業務を行う事が困難になった」として小林との契約を終了したことを正式に発表した。生島企画室の代表である生島ヒロシ（TBS出身）は、翌13日に放送された『生島ヒロシのおはよう一直線』（フリーアナウンサーとしてパーソナリティを務めるTBSラジオ制作の生ワイド番組）の中で、契約の終了や当番組からの降板を改めて明言。「本当に残念なことになった。『グッとラック!』のスタッフからの期待は特に大きく、プロデューサーも配慮してくれた。どうして、こういうこと（突然の降板）になったのか（自分には分からない）。『僕に知らせると心配される』という配慮があったのかな」と述べている。